# 运城关王庙
运城关王庙，位于山西省运城市盐湖区红旗西街61号（与凤凰路交汇处之东南角），盐街历史文化街区入口处，是中华人民共和国全国重点文物保护单位之一。

## 历史
运城关王庙创建于元代。聚集在运城经营盐池潞盐的河东盐商为求盐运平安、大发财利，起运前都要拜谒关公。为免往返解州的路途不便，河东盐商便在此出资创建关王庙，俗称“信义财神庙”。
明正德六年（1511年）五月扩建，至正德七年（1512年）七月落成，成为运城城内最大的关庙，布局严谨，规模宏大，占地十余亩，坐东朝西，前后两进院落，包括中轴线上的木牌坊、山门、献殿、正殿、春秋楼、寝宫、后花园，以及两侧的钟楼、鼓楼、张飞庙、白马祠、部将祠、廊坊等。嘉靖五年（1526年）曾重修。
嘉靖三十四年（1555年），关王庙毁于大地震。万历二十五年（1597年），巡盐御史吴楷号召河东盐商在原址集资重建。叫关王庙，是因为关羽是先封王，后封帝。由于现存的庙宇修建早于关羽封帝的明万历四十二年(1614年)，故而一直称之为关王庙。
1950年代初，张飞庙、白马祠和钟鼓楼、寝宫相继遭拆除。1970年代中期，拓宽北大街，将山门迁建于庙北，又在献殿前建造图书馆大楼。2005年，盐湖区政府决定重修运城关王庙，由上海金麦穗置业发展有限公司董事长陈广根先生、达隆投资集团有限公司董事長蔡惠龙先生和区政府共同出资，拆除图书大楼1300平方米及博物馆北侧建筑200平方米，恢复关王庙原有布局和规制，庙门由北迁西，修补正殿、献殿朽烂柱子。2006年元月竣工并免费开放。

## 建筑
运城关王庙现仅存山门、献殿、正殿。
山门坐东朝西，面阔三间，进深四椽，单檐悬山顶，前后檐下为四根盘龙石柱，浮雕十分精细。前廊砖墙雕有“忠义”和“仁勇”四个大字。原钟、鼓楼已毁，钟鼓置于山门殿后廊左右两侧。
献殿重建于清咸丰七年（1857年），面阔三间，卷棚顶，系敞轩，仅有南北山墙。建于青砖台基上，两侧护栏石狮雕刻精美，殿内耸立着大大小小的石碑。北墙有“四好”箴言碑。献殿右侧为关帝签谱碑。前方有明代大铜镜。
献殿与正殿屋檐相抵，几乎相连。
正殿面阔三间，单檐歇山顶。斗拱形制古旧。殿内居中供奉关羽金装铜坐像。神龛木雕纹饰精细。正面悬挂匾额“乾坤正气”，系明万历二十六年(1598年)捐赠。四周雕有26个人物，下方为关公骑马征战图，古朴雅致。后门匾额书“千古一人”四字。
其他建筑为新建。后院的主体建筑为三层的春秋楼，二楼和三楼辟为关公文化展厅和河东民俗文化展馆。

## 四大珍品
- 大观圣作之碑：立于正殿之后，后院春秋楼前的碑亭内。宋代大观二年(1108年)篆刻，宋徽宗亲笔书写。李时雍奉敕摹写刻石，蔡京题额。碑原立于河东安邑县文庙内。

- “四好”箴言碑：汉寿亭侯（关羽）篆书碑，及宋代朱文公（朱熹）赞“四好”箴言的楷书《篆迹赞》，位于献殿北墙，《重修关王庙记》碑右侧，立于明正德七年(1512年)，每块高1米，宽0.23米：
  - 读好书，汉寿亭侯篆 百圣在目 千古在心 妙者躬践 敫者口吟，宋赞
  - 说好话，汉寿亭侯篆 莠言虛妄 兰言实桮 九兰一莠 驷追不回，宋朱文公赞
  - 行好事，汉寿亭侯篆 圣狂路口 义利关头 择行若游 急行若邮，宋朱文公赞
  - 做好人，汉寿亭侯篆 孔称成人 孟戒非仁 小人穷东 钜人盛春，宋朱文公赞

- 关帝签谱碑，位于献殿右侧，刻于明万历四十一年(1613年)，由乡宦刘敏宽、王士弘捐，是已知最早的《关帝签谱》碑刻[7]。每一面25签，共计100签。每一签旁均有注解，评判吉凶。

- 大铜镜：在献殿前方，明万历四十四年(1616年)七月铸造，高1.1米，重500斤。原件现藏于盐湖区博物馆。

## 保护
2004年6月10日，运城关王庙公布为第四批山西省文物保护单位，编号4-142。
2013年5月公布为第七批全国重点文物保护单位，古建筑类，编号7-0869-3-167。